# Manganese (Minnesota)
Pour les articles homonymes, voir Manganese.
Ne doit pas être confondu avec Manganèse.
Manganese est une ville fantôme et une ancienne communauté minière, située dans le comté de Crow Wing, dans le Minnesota, aux États-Unis. Elle est habitée entre 1912 et 1960. Elle est construite dans le comté de Crow Wing, sur le gisement du Cuyuna Range, dans les sections (en) 23 et 28 du township de Wolford (en), à environ 3,2 km, au nord de Trommald, dans le Minnesota. Après sa dissolution officielle, Manganese est absorbée par le township de Wolford ; l'ancien site de la ville est situé entre les lacs Coles et Flynn. Apparaissant pour la première fois dans le recensement américain de 1920, avec une population déjà en baisse de 183 habitants, le village est abandonné en 1960. 
Manganese est l'une des dernières communautés du gisement du Cuyuna Range à s'établir, et est nommée d'après le minerai présent en abondance près de la ville. Manganese est une communauté constituée en municipalité, construite sur des terres situées au-dessus de la formation géologique de Trommald, la principale unité de production de minerai du district de North Range de la chaîne ferrée de Cuyuna, unique en raison de la quantité de manganèse présente dans une partie de la formation et du minerai de fer. La formation Trommald et le district Emily adjacent constituent la plus grande ressource de manganèse des États-Unis. La communauté est composée de nombreux immigrants qui ont fui les catastrophes naturelles et les bouleversements sociaux et politiques en Europe pendant les décennies précédant la Première Guerre mondiale.
Manganese est aménagée avec trois rues nord-sud et cinq rues est-ouest. Des trottoirs et des bordures en béton bordent les rues en terre battue, qui n'ont jamais été pavées. À son apogée, vers 1919, Manganese compte deux hôtels, une banque, deux épiceries, un salon de coiffure, une salle d'exposition et une école à deux salles, et abrite une population de près de 600 habitants. Après la Première Guerre mondiale, la population de Manganese connait un déclin constant en raison de la fermeture des exploitations minières ; en plus de l'embourbement des rues en argile, dû aux pluies printanières, cela conduit à l'abandon final de la communauté et à sa dissolution officielle en 1961. Les terres privées commencent à être réaménagées en 2017, les anciens terrains boisés ayant été défrichés et réorganisés en campings.